# Beiliu
Die Stadt Beiliu (chinesisch 北流市, Pinyin Běiliú Shì; Zhuang Bwzliuz Si) ist eine kreisfreie Stadt der bezirksfreien Stadt Yulin im Südosten des Autonomen Gebiets Guangxi der Zhuang in der Volksrepublik China. Sie hat eine Fläche von 2.455 km² und zählt 1.209.700 Einwohner (Stand: Ende 2018).

## Administrative Gliederung
Auf Gemeindeebene setzt sich die kreisfreie Stadt aus drei Straßenvierteln und 22 Großgemeinden zusammen. 

## Verkehrsanbindung
- Guangkun-Schnellstraße
- Yulin-Ring-Schnellstraße
- Nationalstraße 241
- Nationalstraße 324
- Nationalstraße 359

- Bahnhof an der Luo-Zhan Hochgeschwindigkeitsbahn 洛湛铁路 (Luoyang-Zhanjiang)

## Söhne und Töchter der Stadt
- Liu Yuanjun (* 1982), Dartspieler